# Качанов, Роман Абелевич
Рома́н А́белевич Кача́нов (25 февраля 1921, Смоленск, РСФСР, СССР — 4 июля 1993, Москва, Россия) — советский и российский режиссёр-мультипликатор, режиссёр, сценарист и художник-постановщик мультипликационных фильмов; народный артист РСФСР (1981), лауреат Государственной премии СССР (1982). Участник Великой Отечественной войны.
Качанов является одним из основателей советской кукольной мультипликации. Автор таких мультфильмов, как «Варежка», «Чебурашка» и «Тайна третьей планеты».

## Биография

### Ранние годы
Роман Абелевич Качанов родился 25 февраля 1921 года в Смоленске. Мать — Хая Яковлевна Качанова, отец — Абель Менделевич Качанов, сапожник. Мать Романа умерла в 1932 году, когда ему было 11 лет.
Весной 1939 года был призван на срочную службу в ряды Красной армии. Попал в Краснодарское лётное училище. Летал на истребителях — стрелком-радистом (вторым пилотом). В 1940 году учебный самолёт, на котором летал Качанов, потерпел аварию. Первый пилот погиб, а Качанов оказался в госпитале с тяжёлым ранением. Командование вызвало попрощаться с Качановым отца — Абеля Менделевича — и единственную сестру (старшую) — Марию. Больше они не встречались. Отец и сестра погибли в Смоленске во время Холокоста.
Весной 1941 года Качанов поступил в Московский институт инженеров транспорта (МИИТ).
В начале Великой Отечественной войны снова был призван в армию, в парашютно-десантную часть, расквартированную в посёлке Чкаловский под Москвой. Так как он не любил рассказывать о войне, трудно точно сказать, где он конкретно служил.
В период с 1941 по 1945 год был инструктором парашютно-десантной службы в составе роты парашютно-десантной службы Отдельной мотострелковой бригады особого назначения. Принимал участие в специальных операциях в тылу врага. В 1945 году войну окончил сержантом.
Первый в своей жизни мультипликационный фильм увидел во время войны. Качанов так описывает свою первую встречу с мультипликацией: «Это было в годы войны. Нам показали американский фильм, в котором рассказывалось о преимуществах автопилота перед ручным управлением. В фильм была вкраплена мультипликация. В голове сидящего за штурвалом лётчика вдруг возникает дымящаяся на сковородке яичница. Самолёт начинает вилять, но вот яичница пропадает, и самолёт снова летит ровно. Затем в воображении пилота возникает образ переодевающейся девушки. Самолёт начинает петлять всё сильнее и сильнее и врезается в гору. Эта наивная мультипликация повергла меня в изумление. Я подумал, как замечательно было бы, если бы я смог оживить собственные рисунки и шаржи…»
Причём эта история имела продолжение:
Прошло много лет со дня моего прихода на студию, и к нам приехали два ведущих мультипликатора студии Диснея — Олли Джонсон и Френк Томас. Сорок с лишним лет они работали на студии. Эти художники — авторы лучших эпизодов в самых известных фильмах Диснея. Я рассказал про первую увиденную мною мультипликацию и пересказал историю с пилотом. „Этот сюжет сделал я!“ — воскликнул вдруг Джонсон.
Ещё до демобилизации в 1946 году решил работать в мультипликации. Это подтверждает выпущенный в 1944 году 4-м отделом НИИ ВВС Красной армии фильм о самолёте Р-5, где в титрах значится: «Мультипликатор — Качанов Р. А.»
Перевёлся на службу на киностудию Министерства обороны в Болшево.

### Карьера
После демобилизации пришёл на «Союзмультфильм». Качанов так описывает свои первые годы работы на студии:
Закончилась война, и я поступил на курсы „Союзмультфильма“. Это был июнь 1946 года. Первым режиссёром, к которому я пришёл как мультипликатор, был Александр Иванов. Человек эмоциональный, умеющий воодушевлять всех, кто с ним общался. Потом я работал у весёлых и жизнерадостных сестёр Валентины и Зинаиды Брумберг, у техничного и мужественного Ламиса Бредиса, у спокойного и рассудительного Пантелеймона Сазонова, у приветливого Дмитрия Бабиченко, и наконец, у загадочного Михаила Цехановского. С 1949 года был ассистентом у Льва Атаманова.
В 1947—1957 годах работал художником-мультипликатором, ассистентом режиссёра и художником-постановщиком у режиссёров-мультипликаторов «старшего поколения»: Ивана Иванова-Вано, Валентины и Зинаиды Брумберг, Дмитрия Бабиченко, Льва Атаманова и Владимира Полковникова, которого считал своим учителем в режиссуре.
В 1958 году Качанов совместно с Анатолием Карановичем сделал как режиссёр свой первый фильм — «Старик и журавль», в 1959 году с тем же режиссёром — тонкую поэтическую картину по сценарию Назыма Хикмета «Влюблённое облако», получившую призы на фестивалях в Аннеси, Оберхаузене и Бухаресте. В дальнейшем переключился, в основном, на режиссуру.
Режиссёром Качанов работал преимущественно в Объединении кукольных фильмов киностудии «Союзмультфильм». Но с лёгкостью переключался и на рисованную мультипликацию — фильмы «Портрет» (1965 год), «Наследство волшебника Бахрама» (1975) и «Последний лепесток» (1977).
В 1980-е годы руководил мастерской режиссуры мультипликационных фильмов на Высших курсах сценаристов и режиссёров.
Решением снимать полнометражный рисованный фильм «Тайна третьей планеты» Качанов обозначил своё возвращение к рисованной мультипликации «всерьёз и надолго».
В качестве сценаристов с режиссёром сотрудничали писатели Назым Хикмет, Геннадий Цыферов, Генрих Сапгир, Сергей Михалков, Жанна Витензон, Эдуард Успенский, Кир Булычёв и другие. Музыку к фильмам писали Николай Будашкин, Андрей Бабаев, Михаил Зив, Никита Богословский, Вадим Гамалея, Владимир Шаинский, Михаил Меерович, Геннадий Гладков, Александр Зацепин, Юрий Саульский и другие.>
Фильмы Качанова «Варежка», «Крокодил Гена», «Тайна третьей планеты» стали признанной классикой отечественного и мирового кинематографа.

### «Варежка»
В 1967 году Роман Качанов создал мультипликационный фильм «Варежка», получивший широкое международное и внутреннее признание. Это был первый в СССР кукольный мультфильм, тепло принятый за пределами страны и ставший классикой мировой мультипликации XX века.

### Мультфильмы о Крокодиле Гене, Чебурашке и Шапокляк
В этих фильмах Романом Качановым впервые были созданы мультипликационные образы Чебурашки, Крокодила Гены и Старухи Шапокляк, которые вошли в русскую культуру. Характеры и образы этих героев по сей день тиражируются и живут в многочисленных аудиовизуальных произведениях, поп-культуре и фольклоре.
Также Чебурашке были установлены бронзовые памятники: один, изображающий Чебурашку, крокодила Гену и Шапокляк, установлен в 2005 году в подмосковном городе Раменское, другой установлен в Хабаровске.

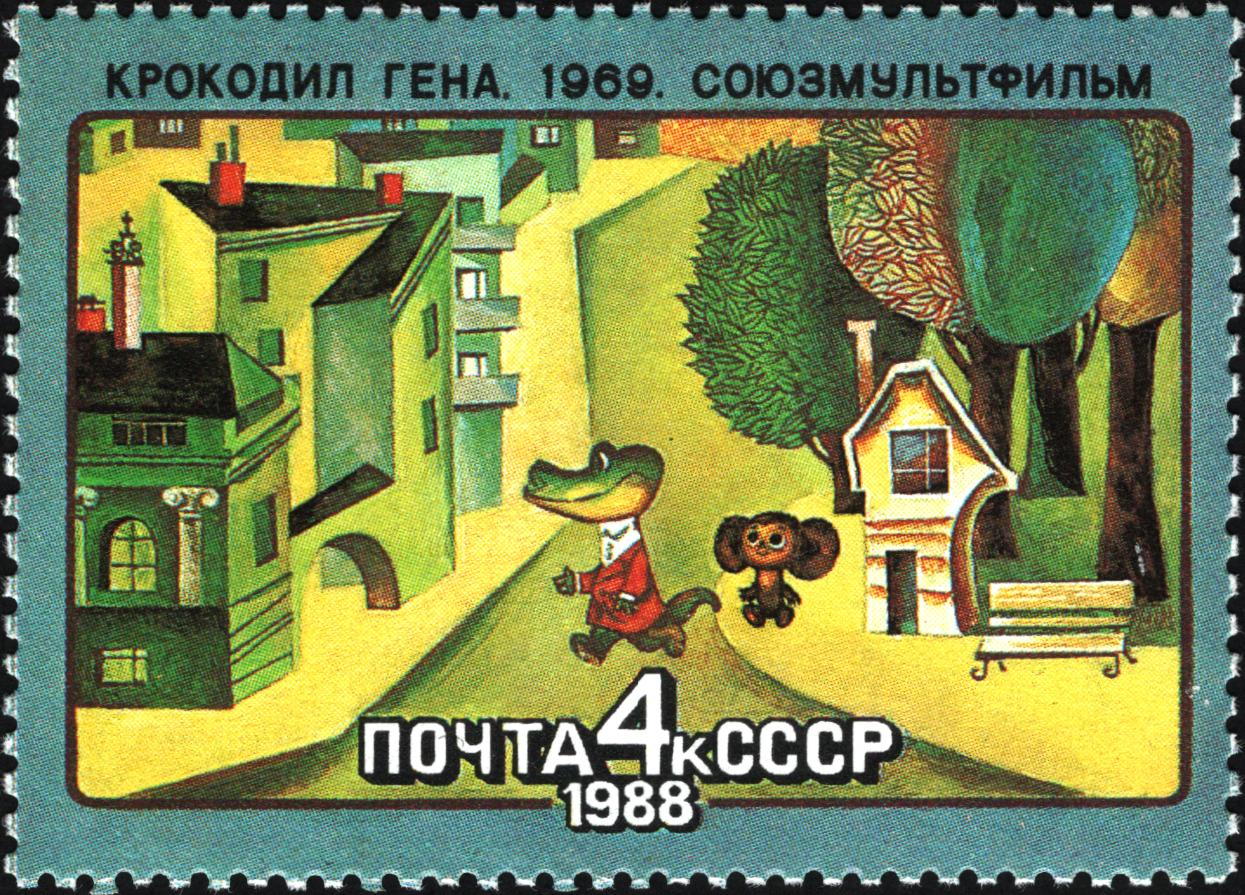
Почтовая марка СССР

### «Тайна третьей планеты»
Культовый полнометражный мультипликационный фильм по мотивам повести Кира Булычёва «Путешествие Алисы». В этом фильме Романом Качановым впервые были созданы кинематографические образы фантастических героев: Алисы Селезнёвой, профессора Селезнёва, Громозеки, Весельчака У, капитана Зелёного, пирата Глота, птицы Говоруна, мира планеты Шелезяки.
Мультфильм также показывался за рубежом. В США Алису озвучивала Кирстен Данст, а Говоруна — Джеймс Белуши.
На английском языке, кроме США, фильм также вышел на экранах в Великобритании, здесь Алису дублировала Джей Юэн, Селезнёва — Робби Уильямс, остальные роли озвучивали Гэри Барлоу, Том Джонс, Хью Лори, Бейонсе, Хью Грант, Джерард Батлер, Юэн Макгрегор, Джо Кокер.
Фильм «Тайна третьей планеты» был выпущен не только на английском, но и на других языках, в частности, на испанском и французском. Во французской версии фильма Зелёного озвучивал Джонни Холидей, а Селезнёва Жан Рено.
Премьера состоялась и в Италии, Сан-Марино и Швейцарии (италоязычная версия). Алису озвучивала юная певица Нина Дзилли, Селезнёва — Тото Кутуньо, Громозеку — Адриано Челентано, а женские роли озвучивала начинающая певица Валентина Монетта.

### Смерть
Умер 4 июля 1993 года. Похоронен в Москве на Троекуровском кладбище (участок № 10 ст).
С уходом Романа Качанова популярное кукольное кино прекратило существование. Именно популярное, потому что героев, подобных Чебурашке и старухе Шапокляк, не создал никто, гениальной „Варежке“ противопоставить тоже пока нечего. Что ещё удивительнее, Качанов смог реализоваться и в рисованной мультипликации, ибо „Тайну третьей планеты“ и „Наследство волшебника Бахрама“ в своё время цитировали все советские дети.

(С. Капков, «Кинопроцесс» № 5, 2003 г.)

## Классик мультипликации
Уже после смерти Качанов киносообществом был признан классиком. Статья, посвящённая столетию Качанова на портале «Профисинема», отражающем мнение профессионалов киноиндустрии, была озаглавлена «Сто лет назад родился классик отечественной анимации»:
Великий режиссёр анимации ушёл из жизни 4 июля 1993 года. Он оставил после себя не просто ряд популярных фильмов, но целый культурный пласт, без которого невозможно представить отечественное искусство. На его работах выросло не одно поколение – и частичка души Романа Качанова так или иначе продолжает жить в каждом, кто вырос в Советском Союзе или постсоветской России.(„ProfiCinema“ 25 февраля 2021)

## Влияние
Творчество Романа Качанова оказало заметное влияние на отечественную и зарубежную мультипликацию.
Его учениками считали себя Кихачиро Кавамото (Япония), Моника Краузе (ГДР), Юрий Норштейн (СССР) и другие.
Роман Качанов — прекрасный режиссёр. Его фильмы „Варежка“, „Крокодил Гена“, „Чебурашка“, „Старуха Шапокляк“ — шедевры мировой анимации. И я могу спокойно назвать его своим учителем. Это человек бесконечной доброты, такта, безупречно владеющий игровыми деталями. Через его „руки“ прошли многие наши мультипликаторы. Не погрешу, сказав, что Роман Качанов создал свою школу движения в кукольной анимации. Думаю, что без него я вряд ли стал бы режиссёром.Ю. Норштейн о Р. Качанове
В его фильмах дебютировали многие признанные в будущем мастера мультипликации — Николай Серебряков, Алина Спешнева, Юрий Норштейн, Наталья Дабижа и многие другие. А первый выпуск альманаха «Весёлая карусель», основателем и художественным руководителем которого был Качанов, позволил начать самостоятельную карьеру таким режиссёрам «молодого поколения» режиссёров-мультипликаторов XX века, как Анатолий Петров, Геннадий Сокольский, Леонид Носырев, Валерий Угаров и Галина Баринова.
Вёл мастерскую на Высших режиссёрских курсах.
Качанов знал какие-то тайны профессии, доступные только избранным. Бывший боксёр, внешне грузный, „глыбоватый“ человек с выдающейся челюстью, он был тонким знатоком детской души и ювелиром в своём деле. Качанова называли великим наставником, но, к сожалению, он не успел заняться преподаванием вплотную. Зато те, кто учился у мастера непосредственно за мультстанком, — сегодня лучшие в кукольной анимации.С. Капков, «Кинопроцесс» № 5 2003 г.

## Награды
- МКФ к/м фильмов в Оберхаузене — приз ФИПРЕССИ, фильм «Влюблённое облако» (1960)
- МКФ мультипликационного кино в Аннеси — специальная премия жюри «За поэтичность и народность в искусстве», фильм «Влюблённое облако» (1960)
- МКФ кукольных и марионеточных фильмов в Бухаресте — серебряная медаль, фильм «Влюблённое облако» (1960)
- МКФ в Москве — серебряная медаль в конкурсе детских фильмов, фильм «Варежка» (1967)
- МКФ мультипликационного кино в Аннеси — первая премия, фильм «Варежка» (1967)
- МКФ фильмов для детей и юношества в Хихоне — приз города Хихона «За высокое художественное качество мультипликации», фильм «Варежка» (1968)
- МКФ фильмов для детей и юношества в Хихоне — Гран-при «Золотая пластина», фильм «Варежка» (1968)
- Всесоюзный кинофестиваль — первая премия, фильм «Варежка» (1968)
- Всесоюзный кинофестиваль — приз и премия за лучший мультфильм, фильм «Чебурашка», (1971)
- заслуженный деятель искусств РСФСР (1971)
- народный артист РСФСР (1981)
- Государственная премия СССР (1982) — за м/ф «Тайна третьей планеты» (1981)

## Фильмография
| Год  | Название                                             | Режиссёр  | Сценарист | Художник-постановщик | Художник-мультипликатор | Ассистент режиссёра | Художественный руководитель | Примечания                                                       |
| ---- | ---------------------------------------------------- | --------- | --------- | -------------------- | ----------------------- | ------------------- | --------------------------- | ---------------------------------------------------------------- |
| 1947 | Путешествие в страну великанов                       |           |           |                      | зелёная ✓               |                     |                             |                                                                  |
| 1948 | Федя Зайцев                                          |           |           |                      | зелёная ✓               |                     |                             |                                                                  |
| 1950 | Волшебный клад                                       |           |           |                      | зелёная ✓               |                     |                             |                                                                  |
| 1950 | Жёлтый аист                                          |           |           |                      |                         | зелёная ✓           |                             |                                                                  |
| 1950 | Кто первый?                                          |           |           |                      | зелёная ✓               |                     |                             |                                                                  |
| 1950 | Сказка о рыбаке и рыбке                              |           |           |                      | зелёная ✓               |                     |                             |                                                                  |
| 1951 | Ночь перед Рождеством                                |           |           |                      | зелёная ✓               |                     |                             |                                                                  |
| 1952 | Аленький цветочек                                    |           |           |                      | зелёная ✓               | зелёная ✓           |                             |                                                                  |
| 1952 | Снегурочка                                           |           |           |                      | зелёная ✓               |                     |                             |                                                                  |
| 1953 | Братья Лю                                            |           |           |                      | зелёная ✓               |                     |                             |                                                                  |
| 1953 | Храбрый Пак                                          |           |           | зелёная ✓            |                         |                     |                             |                                                                  |
| 1954 | Царевна-лягушка                                      |           |           |                      | зелёная ✓               |                     |                             |                                                                  |
| 1954 | Золотая антилопа                                     |           |           |                      | зелёная ✓               | зелёная ✓           |                             |                                                                  |
| 1954 | Соломенный бычок                                     |           |           |                      | зелёная ✓               |                     |                             |                                                                  |
| 1955 | Заколдованный мальчик                                |           |           | зелёная ✓            |                         |                     |                             |                                                                  |
| 1955 | Необыкновенный матч                                  |           |           |                      | зелёная ✓               |                     |                             |                                                                  |
| 1955 | Петушок — золотой гребешок                           |           |           |                      | зелёная ✓               |                     |                             |                                                                  |
| 1956 | Шакалёнок и верблюд                                  |           |           | зелёная ✓            |                         |                     |                             |                                                                  |
| 1957 | В некотором царстве                                  |           |           |                      | зелёная ✓               |                     |                             |                                                                  |
| 1958 | Грибок-теремок                                       |           |           | зелёная ✓            |                         |                     |                             |                                                                  |
| 1958 | Петя и волк                                          |           |           |                      | зелёная ✓               |                     |                             | в титрах вместо «художники-мультипликаторы» написано «кукловоды» |
| 1958 | Старик и журавль                                     | зелёная ✓ | зелёная ✓ |                      |                         |                     |                             | дебют в качестве режиссёра                                       |
| 1959 | Влюблённое облако                                    | зелёная ✓ |           |                      |                         |                     |                             |                                                                  |
| 1960 | Машенька и медведь                                   | зелёная ✓ |           |                      |                         |                     |                             |                                                                  |
| 1961 | Новичок                                              | зелёная ✓ |           |                      |                         |                     |                             |                                                                  |
| 1962 | Обида                                                | зелёная ✓ |           |                      |                         |                     |                             |                                                                  |
| 1963 | Как котёнку построили дом                            | зелёная ✓ |           |                      |                         |                     |                             |                                                                  |
| 1964 | Алёшины сказки                                       | зелёная ✓ |           |                      |                         |                     |                             |                                                                  |
| 1964 | Лягушонок ищет папу                                  | зелёная ✓ |           |                      |                         |                     |                             |                                                                  |
| 1965 | Медвежонок на дороге                                 |           | зелёная ✓ |                      |                         |                     |                             |                                                                  |
| 1965 | Портрет                                              | зелёная ✓ |           |                      |                         |                     |                             |                                                                  |
| 1966 | Потерялась внучка                                    | зелёная ✓ |           |                      |                         |                     |                             |                                                                  |
| 1967 | Варежка                                              | зелёная ✓ |           |                      |                         |                     |                             |                                                                  |
| 1968 | Соперники                                            | зелёная ✓ |           |                      |                         |                     |                             |                                                                  |
| 1969 | Весёлая карусель. Выпуск № 1                         |           |           |                      |                         |                     | зелёная ✓                   |                                                                  |
| 1969 | Крокодил Гена                                        | зелёная ✓ | зелёная ✓ |                      |                         |                     |                             |                                                                  |
| 1970 | Письмо                                               | зелёная ✓ |           |                      |                         |                     |                             |                                                                  |
| 1971 | Решительный петух (киножурнал «Фитиль» № 108)        | зелёная ✓ |           |                      |                         |                     |                             |                                                                  |
| 1971 | Приехали—уехали (киножурнал «Фитиль» № 113)          | зелёная ✓ |           |                      |                         |                     |                             |                                                                  |
| 1971 | Чебурашка                                            | зелёная ✓ | зелёная ✓ |                      |                         |                     |                             |                                                                  |
| 1972 | Неудачник                                            |           | зелёная ✓ |                      |                         |                     |                             |                                                                  |
| 1972 | Мама                                                 | зелёная ✓ |           |                      |                         |                     |                             |                                                                  |
| 1972 | Воздушное путешествие                                | зелёная ✓ |           |                      |                         |                     |                             |                                                                  |
| 1973 | Аврора                                               | зелёная ✓ | зелёная ✓ |                      |                         |                     |                             |                                                                  |
| 1974 | Шапокляк                                             | зелёная ✓ | зелёная ✓ |                      |                         |                     |                             |                                                                  |
| 1974 | «Таланты» и «поклонники» (киножурнал «Фитиль» № 146) | зелёная ✓ |           |                      |                         |                     |                             |                                                                  |
| 1974 | Цапля и журавль                                      |           | зелёная ✓ |                      |                         |                     |                             |                                                                  |
| 1975 | Наследство волшебника Бахрама                        | зелёная ✓ | зелёная ✓ |                      |                         |                     |                             |                                                                  |
| 1977 | Не смешно (киножурнал «Фитиль» № 187)                | зелёная ✓ |           |                      |                         |                     |                             |                                                                  |
| 1977 | Последний лепесток                                   | зелёная ✓ | зелёная ✓ |                      |                         |                     |                             |                                                                  |
| 1977 | Праздник непослушания                                |           | зелёная ✓ |                      |                         |                     |                             |                                                                  |
| 1978 | Метаморфоза                                          | зелёная ✓ | зелёная ✓ |                      |                         |                     |                             |                                                                  |
| 1981 | Тайна третьей планеты                                | зелёная ✓ |           |                      |                         |                     |                             |                                                                  |
| 1982 | Волшебное лекарство                                  | зелёная ✓ |           |                      |                         |                     |                             |                                                                  |
| 1982 | Про деда, бабу и курочку Рябу                        |           | зелёная ✓ |                      |                         |                     |                             |                                                                  |
| 1983 | Чебурашка идёт в школу                               | зелёная ✓ | зелёная ✓ |                      |                         |                     |                             |                                                                  |
| 1984 | Хитрая механика (киножурнал «Фитиль» № 265)          | зелёная ✓ |           |                      |                         |                     |                             |                                                                  |
| 1985 | Дереза                                               |           | зелёная ✓ |                      |                         |                     |                             |                                                                  |
| 1985 | Два билета в Индию                                   | зелёная ✓ |           |                      |                         |                     |                             |                                                                  |
| 1986 | Чудеса техники                                       | зелёная ✓ |           |                      |                         |                     |                             | последняя работа в качестве режиссёра                            |
| 1987 | Богатырская каша                                     |           |           |                      |                         |                     | зелёная ✓                   |                                                                  |
| 1988 | Случай с бегемотом                                   |           |           |                      |                         |                     | зелёная ✓                   |                                                                  |
| 1989 | Пришелец в капусте                                   |           | зелёная ✓ |                      |                         |                     |                             | последняя работа в мультипликации                                |